# Monotone
Monotone是一個開放源碼的分散式版本控制軟件工具。設計原則是大量使用加密基元來跟蹤文件的修改（通過SHA-1安全雜湊, secure hash），並驗證用戶的行動（通過RSA的加密），支持历史版本的合併。Git最早是根據Monotone改寫。

## 特色
類似 GNU arch, 而不像 Subversion, Monotone 是透過分散式的手段來進行版本控制。Monotone 還使用SHA-1 hashes來定義檔案系統, 有如 Git 以及 Mercurial的作法一樣.
Monotone的其他特色如下：
- 良好的国际化和本地化。
- 以C++ 實作, 具可移植性
- Monotone 可以輸入 CVS projects.
- 使用 RSA certificates
- 易學, 指令集與 CVS類似
- 良好的參考文件

## 外部連結
- Monotone主页（页面存档备份，存于）
- ViewMTN, a Monotone front-end
- Monotone-viz, a Monotone repository viewer in GTK+
- other Monotone tools